# Струґа (Битівський повіт)
Струґа (пол. Struga) — село в Польщі, у гміні Пархово Битівського повіту Поморського воєводства.
У 1975-1998 роках село належало до Слупського воєводства.